# Chim lặn mào lớn
Chim lặn mào lớn (danh pháp hai phần: Podiceps cristatus) là một loài chim thuộc họ Chim lặn. Chim lặn mào lớn sinh sản ở các vùng hồ nước ngọt có thực vật. Phân loài P. c. cristatus được tìm thấy khắp châu Âu và châu Á. Nó là loài định cư ở phía tây ấm hơn của phạm vi phân bố nhưng di cư ở các khu vực lanh hơn. Phân loài châu Phi P. c. infuscatus và phân loài Úc P. c. australis chủ yếu không di cư.

## Hình ảnh
- Podiceps cristatus

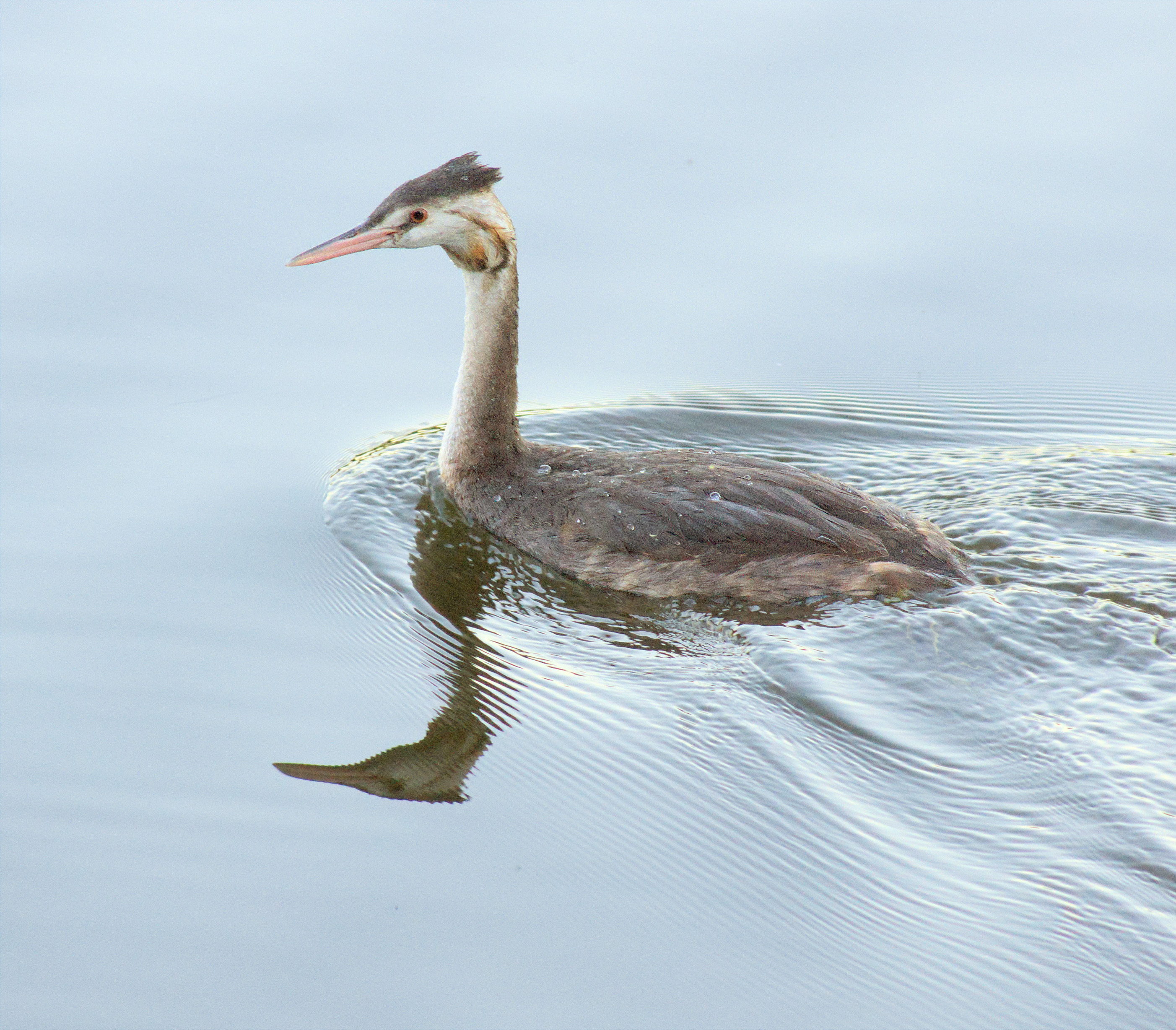
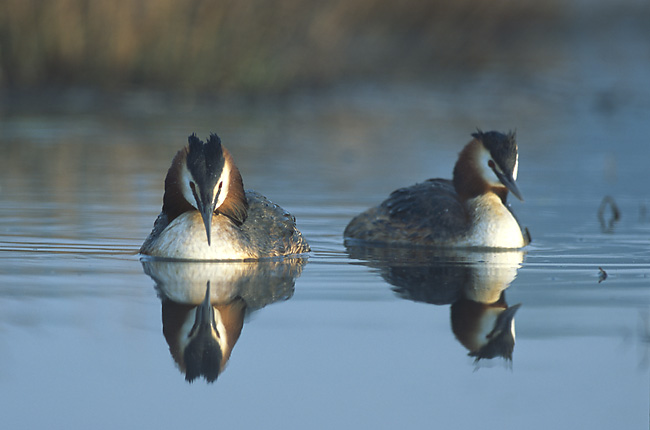
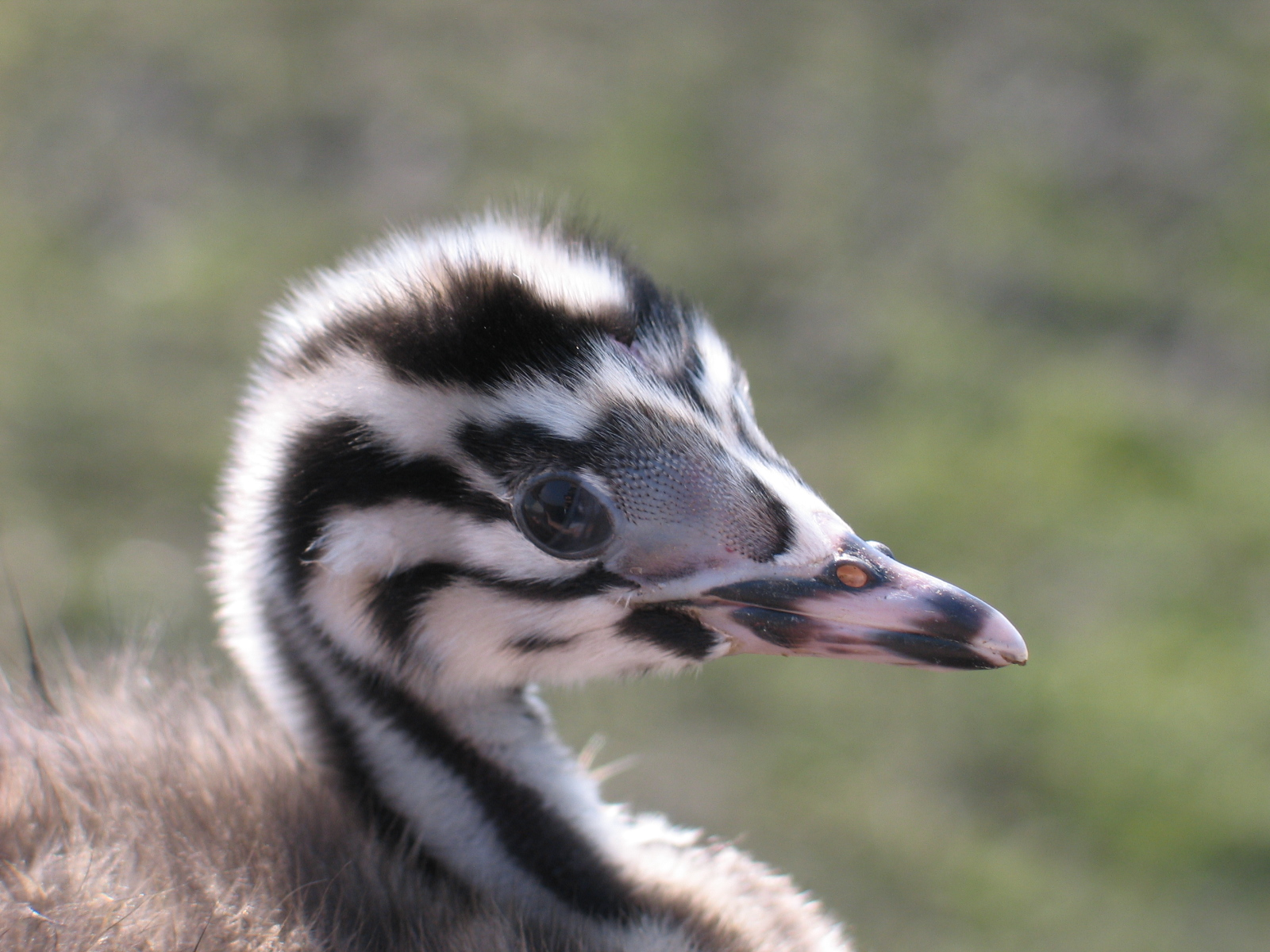
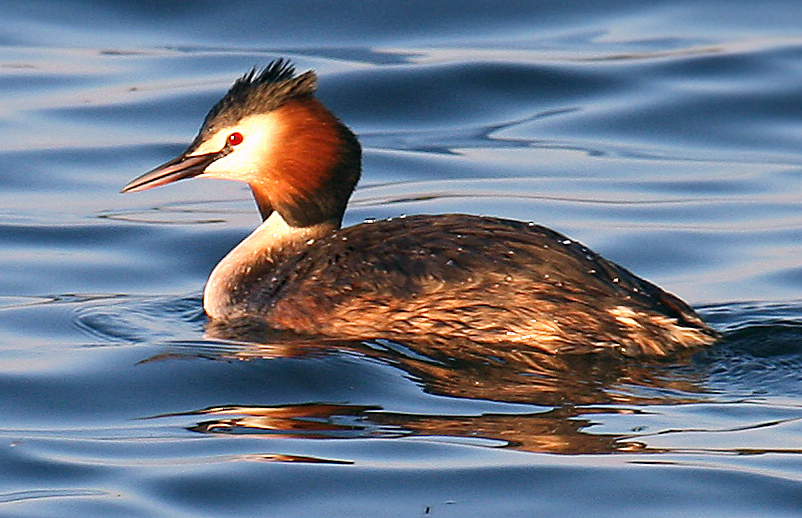
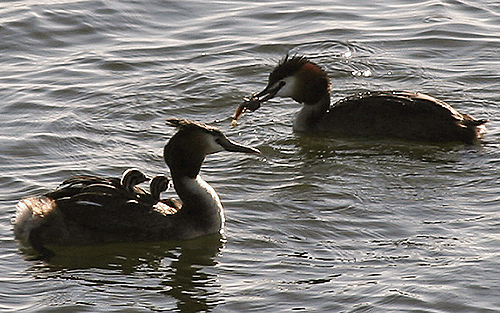
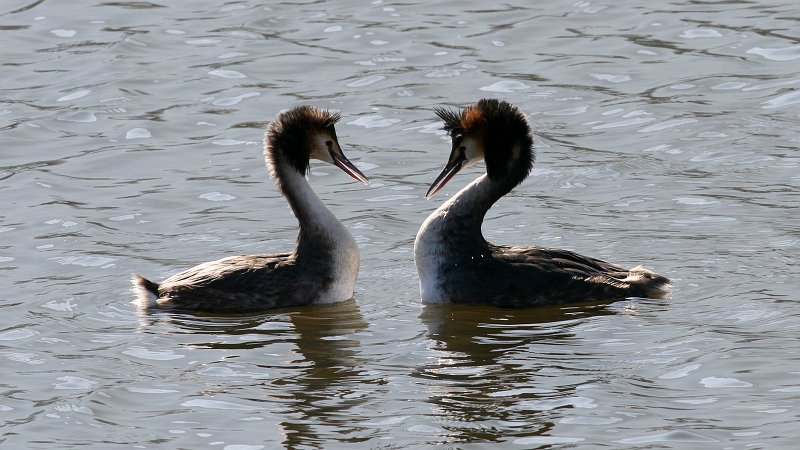
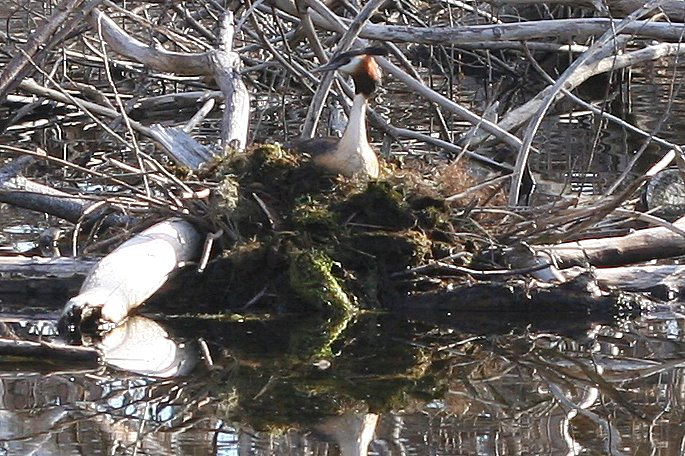
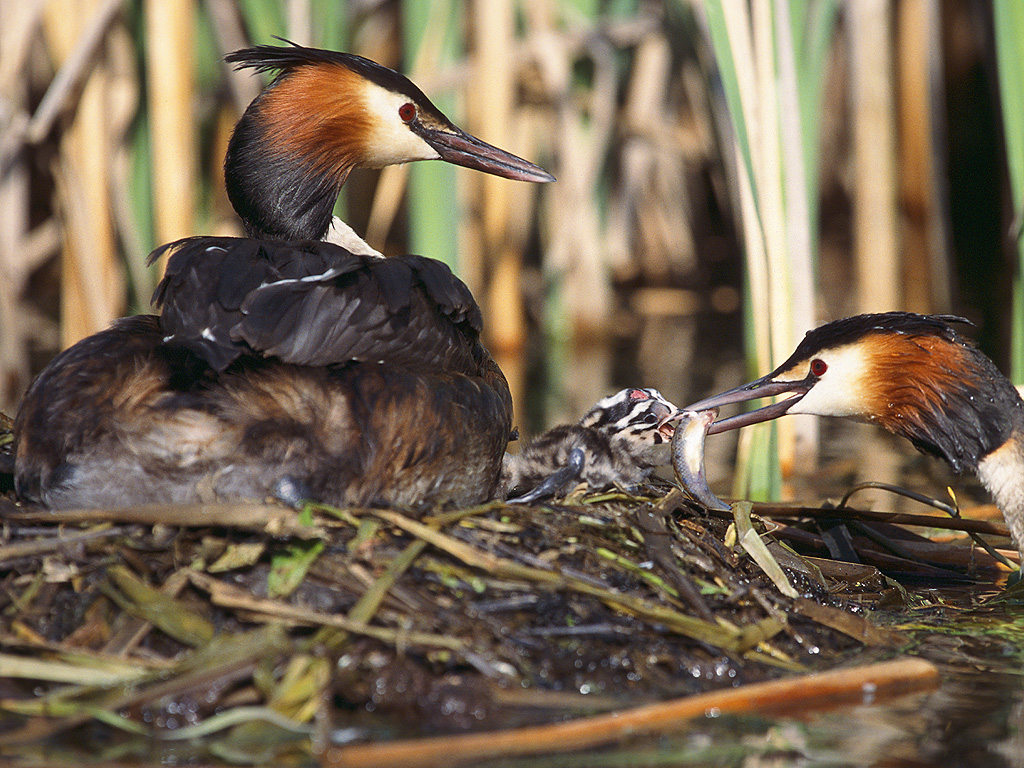
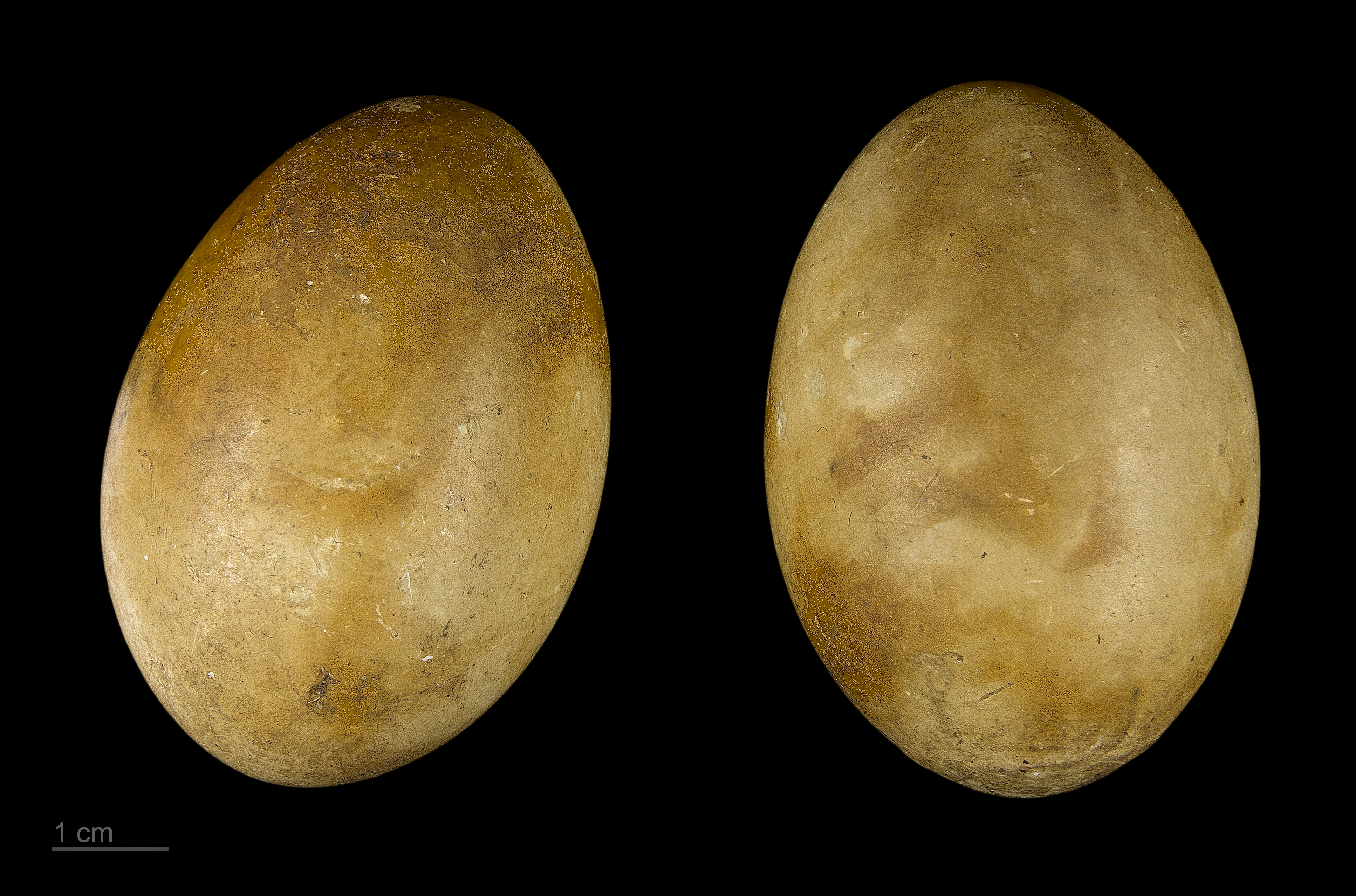
Museum specimen